# Haropura, Nanjangud
Haropura là một làng thuộc tehsil Nanjangud, huyện Mysore, bang Karnataka, Ấn Độ.